# Матвєєв Євген Євгенович
Матвєєв Євген Євгенович — сержант підрозділу Національної гвардії України, учасник російсько-української війни, який загинув у ході російського вторгнення в Україну в 2022 році.

## Життєпис
Станом на 2022 рік проходив військову службу у складі групи розвідки спеціального призначення ОЗСП «Азов». 
2 березня 2022 року, під час виконання бойового завдання, отримав поранення, несумісні з життям.

## Нагороди
- орден «За мужність» III ступеня (2022, посмертно) — за особисту мужність і самовіддані дії, виявлені у захисті державного суверенітету та територіальної цілісності України, вірність військовій присязі.